# Civil War II (Marvel Comics)
"Civil War II" es un cómic crossover publicado por Marvel Cómics que debutó en junio del 2016. Siendo este una secuela directa del cómic Civil War. Publicado en 2016 consta de una serie limitada de ocho volúmenes que relatan el conflicto, escrito por Brian Michael Bendis y con el arte de David Márquez y Justin Ponsor, y un número de cómics unidos a la trama. Funcionando como una alegoría sobre la naturaleza de determinismo vs el libre albedrío, la historia muestra dos facciones de superhéroes dirigidas por Carol Danvers (Capitana Marvel) y Tony Stark (Iron Man) que chocan cuándo surge un nuevo inhumano llamado Ulysses con la capacidad de pronosticar el futuro.
El arco argumental fue precedido por una serie conjunta de cómic titulada "Camino a Civil War II". Civil War II también está vinculada a varias series limitadas nuevas que incluye: Civil War II: The Amazing Spider-Man, Civil War II: Choosing Sides, Civil War II: Gods of War, Civil War II: Kingpin, Civil War II: Ulysses, y Civil War II: X-Men, los One Shot: Civil War II: The Accused y Civil War II: The Fallen así como varias series en curso. La liberación de la serie estuvo planificada para ser comercializada junto al estreno de la película de Marvel Studios, Capitán América: Guerra Civil.
Las repercusiones de "Civil War II" fueron planeadas para darle un giro al statu quo del Universo Marvel, que será presentado en el próximo arco argumental "Divided We Stand" el cual formará parte del relanzamiento de Marvel Now 2016.

## Historia de publicación
En diciembre del 2015, Marvel Comics anunció los detalles de "Civil War II", cuya miniserie sería producida por el escritor Brian Michael Bendis, e ilustrada por los artistas David Márquez y Justin Ponsor, bajo la supervisión del editor Tom Brevoort. La serie, que debutó en junio de 2016, es una secuela de la historia contada en Civil War de 2006, historia en el cual se enfrentaron Iron man y Capitán América debido a un conflicto sobre seguridad nacional vs libertades civiles. Brevoort, quién también editó la primera serie, declaró, "La intención era crear un conflicto donde cada bando sostuviera argumentos válidos y defendibles, de modo que el lector pudiera elegir estar de acuerdo con un lado o el otro, sin pintar ningún lado como completamente correcto o completamente erróneo. Aunque los motivos involucrados serán diferentes, pretendemos hacer algo similar para Civil War II." Bendis, quien escribió las historias de The New Avengers vinculadas a la trama de Civil War, declaró que él sólo acordó escribir la secuela después de que Mark Millar y Steve McNiven, los creadores de las miniseries del 2006, rechazaran el proyecto.
La idea de la secuela estuvo concebida en uno de los retiros semianuales editoriales de Marvel. Bendis Reveló, "la imputabilidad individual de las personas es el tema de esta trama...Desde la manera en la que la policía actúa frente las a cámaras, hasta la forma en la que las personas se comunican entre ellas online." Según la sinopsis oficial, un misterioso nuevo personaje con el poder de predecir con exactitud eventos futuros llama la atención del mundo. Este poder divide a los héroes sobre cual es el mejor uso para dicha información, por un lado Capitán Marvel quiere usar la información para perfilar los crímenes antes de que estos ocurran, mientras que Iron man cree que "no se puede dar el castigo antes que el crimen." La situación logra un punto de inflexión cuándo se predice que uno de los héroes será el causante de una gran destrucción, forzando a los otros a tomar una decisión difícil.
Las semillas para "Civil War II" se plantaron tanto en el segundo volumen del invencible Iron man, el cual es también escrito y dibujado por Bendis y Márquez, como en una historia de preludio escrita por Bendis en colaboración con el artista Jim Cheung que fue publicada en el FCBD (Free Comic Book Day) en mayo del 2016. Axel Alonso, editor-en-jefe de Marvel Cómics, declaró que a diferencia de otros cómics importantes, los cuales toman años de planeación, sólo le llevó 3 meses planear "Guerra Civil II". Este reducido calendario era necesario para aprovechar en la salida del largometraje Capitán América: Civil War, el cual estrenó en mayo del 2016.
En marzo del 2016, Marvel reveló qué personajes que aparecerían en el las dos facciones. El equipo de Iron Man incluye a Capitán América (Sam Wilson), Thor (Jane Foster), Pantera Negra, Star-Lord, Luke Cage, Hércules, Miss América, Daredevil, Black Widow, Hulk (Amadeus Cho), y Deadpool. El equipo de Capitán Marvel incluye a Capitán América (Steve Rogers), War Machine, Spider-Man, Visión, Medusa, Blue Marvel, Winter Soldier, Spectrum, She-Hulk, Hawkeye, y Ant-Man (Scott Lang). Marvel también reveló dos series spin-off: Civil War II: Spider-Man escrito por Christos Gage e ilustrada por Travel Foreman, y Civil War II: X-Men escrita por Cullen Bunn e ilustrada Andrea Broccardo. Bunn Explicó, "Esta historia tiene por causal el mismo catalizador que desató 'Civil War II'. Un poder nuevo emerge entre los Inhumanos. Este poder, a la forma de ver de Magneto, podría ser muy peligroso para la población mutante, así que -como es típico en el Maestro del magnetismo- decide encargarse de ello por sí mismo. Como es de esperarse algo como eso podría fácilmente iniciar una guerra entre Inhumanos y mutantes. Tormenta logra percatarse de esto, pero decide apoyar a Magneto." En Civil War II: Spider-Man, Spider-Man ayuda a un Inhumano a hacer uso de sus poderes responsablemente. "Sobre el curso de la miniserie, el Inhumano hará una predicción que, si bien no significa el fin del mundo o del universo, bien podría significar el fin del mundo para un personaje. Fuertemente relacionado con los tópicos clásicos de Spider-Man: poder y responsabilidad; de frente a una situación donde incluso si ganas, también puedes perder -- o sólo perder".
En la Chicago Comic & Entertainment Expo 2016, Marvel anunció dos Spin-off adicionales: Civil War II: Choosing Sides, una serie de antología por Declan Shalvey, la cual presentará un personaje diferente en cada problema y una historia global relacionada con Nick Fury; y Civil War II: Gods of War por el escritor Dan Abnett y el artista Luke Ross, protagonizada por Hércules. Abnett Dijo, "Hércules será involucrado en un nivel más personal en términos de sus amistades individuales con personas más que específicamente tomando un lado pues rechaza el conflicto en si. El no quiere elegir un bando." Marvel también anunció varios lazos adicionales con otras series regulares, incluyendo All-New Wolverine, Capitán América: Sam Wilson, Deadpool, invencible Iron man, Miss Marvel, The New Avengers, Nova, The Totally Awesome Hulk, Ultimates, y Uncanny Inhumans.
El mes siguiente, Marvel anunció Civil War II: Kingpin por el escritor Matthew Rosenberg y con arte de Ricardo López Ortiz. Rosenberg Dijo, "Wilson Fisk es un oportunista, en primer lugar. Bajo sus motivos egoístas, su brutales exteriores, o incluso la fachada se coloca arriba como pilar de su comunidad, es un hombre quién ve la forma de beneficiarse y la toma... Quiere conseguir cualquier cosa que pueda, como pueda, y ver qué tan lejos puede llevar las cosas. Wilson Fisk toma parte de cualquier negocio que lo haga tomar ventaja, y esta nueva Guerra Civil le proporcionará una oportunidad única. Es un beneficiario de la guerra civil."
En mayo de 2016, Marvel anunció una trilogía titulada "Civil War II: Ulysses" del escritor Al Ewing y artista Jefte Palo. El foco de esta serie se centra en Ulysses, el nuevo Inhumano con el poder de pronosticar el futuro en el arco de "Civil War II". Ewing Describió la serie como "un precuela de clases", explica, " estamos siguiendo Ulysses cuando es llevado a la Torre de la Sabiduría -- una clase de templo Inhumano de enseñanza, para ser entrenado por Karnak, cuya capacidad Inhumana es para ver el defecto en todas las cosas. los métodos de enseñanza de Karnak podrían ser más de lo que Ulysses puede manejar, pienso."
En junio de 2016, Marvel anunció que "Civil War II" cambiaría por completo el Universo de Marvel, el cual será presentado en el "Divided we stand" historia que forma parte del relanzamiento de Marvel Now 2016.

## Argumento
Ulysses, un estudiante en la Universidad Estatal de Ohio, es expuesto a la Niebla Terrigena, la cual le convierte en un Inhumano. Cuando emerge, Ulysses tiene una visión de un futuro distópico.
Semanas más tarde, el Inhumano ayuda los Avengers a acabar con la invasión de un Destructor Celestial. Después de que Ulysses revela a los Avengers que pudo prever la invasión, Iron Man se muestra en contra de parar crímenes que no han ocurrido y se marcha lleno de frustración. Tres semanas más tarde, War Machine es asesinado y She-Hulk es mortalmente herida en una batalla con Thanos. Cuando Iron Man descubre que utilizaron el poder de Ulysses para emboscar a Thanos, jura hacer lo posible para asegurarse de que nadie lo utilice otra vez. Mientras tanto, She-Hulk le pide a Capitán Marvel luchar por el futuro, para después sufrir un paro cardíaco.
Iron Man viaja a Nueva Attilan, casa de los Inhumanos y secuestra Ulysses. En respuesta, los Inhumanos atacan la Torre Stark, pero son detenidos por los Avengers. Para evitar futuros incidentes, deciden confrontar a Iron Man en sus instalaciones secretas, donde ha estado realizando pruebas a Ulysses. Durante la confrontación, Ulysses tiene una visión de Hulk matando a los Avengers. Más tarde, el alter ego de Hulk Bruce Banner es interceptado por Capitán Marvel en su laboratorio fuera de Alpino, Utah.
Capitán Marvel le pide a Banner acompañarla afuera del laboratorio, donde los Vengadores están esperando para confrontarlo. Durante la discusión, Hawkeye asesina a Banner con un flechazo, siendo arrestado en el acto. Más tarde durante su juicio, Hawkeye testifica diciendo que fue el propio Banner quien le pidió que lo matara si volvía a perder el control. Mientras se procesa el veredicto, Friday, la I.A. de Tony le informa que el resultado de los análisis realizados a Ulysses está por completarse.
Después de que declararan a Hawkeye libre de todo cargo, Iron Man le informa al resto de los héroes acerca de sus hallazgos respecto a Ulysses, descubriendo que sus poderes se basan en cálculos probabilísticos y no en la verdad absoluta, sin embargo, Carol sin estar convencida de los hallazgos de Tony, decide regresar a "El Triskelion", el cuartel general de los Ultimates, para continuar su investigación sobre un supuesto agente de Hydra. Ahí, Capitán Marvel, los Ultimates y los Inhumanos son confrontados por Iron Man, los Avengers y varios X-Men. Siendo superados en número, Capitán Marvel llama a los Guardianes de la Galaxia como refuerzo tras el inminente ataque del equipo de Iron Man. Sin embargo, Ulysses les muestra a todos los héroes presentes una visión del Capitán América siendo asesinado por Miles Morales, por lo que Capitán Marvel ordena su arresto, pero el Capitán América la convence de no llevárselo.

## Los títulos implicaron
| Título                           | Asunto(s)                   | Equipo creativo                                 | Cita(s)                                  |
| Road To Civil War II             | Road To Civil War II        | Road To Civil War II                            | Road To Civil War II                     |
| -------------------------------- | --------------------------- | ----------------------------------------------- | ---------------------------------------- |
| All-New Wolverine                | #8-9                        | Tom Taylor (W), Marcio Takara (Un)              | [ 20 ]                                   |
| Invincible Iron-Man              | #6-11                       | Brian Michael Bendis (W), Mike Deodato Jr. (Un) | [ 20 ]                                   |
| Ms. Marvel                       | #7                          | G. Willow Wilson (W), Takeshi Miyazawa (Un)     | [ 20 ]                                   |
| Ultimates                        | #7                          | Al Ewing (W), Kenneth Rocafort (Un)             | [ 20 ]                                   |
| Serie principal                  |                             |                                                 | [ 20 ]                                   |
| Civil War II                     | Día de Libro de Cómic libre | Brian Michael Bendis (W), Jim Cheung (Un)       | [ 8 ]                                    |
| Civil War II                     | #0@–7                       | Brian Michael Bendis (W), David Márquez (Un)    | [ 20 ]                                   |
| Lazo-ins                         |                             |                                                 |                                          |
| Civil War II: El Acusado         | #1                          | [ 20 ]                                          |                                          |
| Civil War II: Amazing Spider-Man | #1@–4                       | [ 20 ]                                          | Christos N. Gage (W), Viaje Foreman (Un) |
| Civil War II: Choosing Sides     | #1@–6                       | [ 20 ]                                          | Varios (W), Declan Shalvey & Varios (Un) |
| Civil War II: El Caído           | #1                          | [ 20 ]                                          |                                          |
| Civil War II: Dioses de Guerra   | #1@–4                       | [ 20 ]                                          | Dan Abnett (W), Emilio Laiso (Un)        |
| Civil War II: Kingpin            | #1@–4                       | Matthew Rosenberg (W), Ricardo López Ortiz (Un) | [ 15 ]                                   |
| Civil War II: Ulysses            | #1-3                        | Al Ewing (W), Jefte Palo (Un)                   | [ 20 ]                                   |
| Civil War II: X-Men              | #1@–4                       | Cullen Bunn (W), Andrea Broccardo (Un)          | [ 20 ]                                   |
| A-Force                          | #8-9                        | Kelly Thompson (W), Paulo Siqueira (Un)         | [ 20 ]                                   |
| Agents Of S.H.I.E.L.D.           | #7-9                        | Marc Guggenheim (W), alemán Peralta (Un)        | [ 20 ]                                   |
| All-New All Different Avengers   | #13-14                      |                                                 | [ 20 ]                                   |
| All-New Wolverine                | #10-12                      | Tom Taylor (W), Marcio Takara (Un)              | [ 20 ]                                   |
| Astonishing Ant-Man              | #11                         |                                                 | [ 20 ]                                   |
| Sam Wilson: Captain America      | #10-13                      | Nick Spencer (W), Ángel Unzueta (Un)            | [ 20 ]                                   |
| Steve Rogers: Captain America    | #4-6                        | Nick Spencer (W), Jesús Saiz (Un)               | [ 20 ]                                   |
| Captain Marvell                  | #6-9                        | Tara Mantequillas (W), Michele Fazekas (Un)     | [ 20 ]                                   |
| Deadpool                         | #14-18                      | Gerry Duggan (W), Mike Hawthorne (Un)           | [ 20 ]                                   |
| Guardians Of The Galaxy          | #11-12                      |                                                 | [ 20 ]                                   |
| International Iron-Man           | #4-7                        |                                                 | [ 20 ]                                   |
| Invincible Iron-Man              | #12-13                      |                                                 | [ 20 ]                                   |
| Mockingbird                      | #6-7                        |                                                 | [ 20 ]                                   |
| Ms. Marvel                       | #8-11                       | G. Willow Wilson (W), Takeshi Miyazawa (Un)     | [ 20 ]                                   |
| Nuevo Avengers                   | #12-16                      | Al Ewing (W), Gerardo Sandoval (Un)             | [ 20 ]                                   |
| Nova                             | #8-9                        | Sean Ryan (W), R. B. Silva (Un)                 | [ 20 ]                                   |
| Patsy Walker AKA Hellcat!        | #8                          | Kate Leth (W), Brittney Williams (Un)           | [ 20 ]                                   |
| Power Man & Iron Fist            | #6-8                        | David Walker (W), Flaviano Armentaro (Un)       | [ 20 ]                                   |
| Rocket Raccoon & Groot           | #8-10                       |                                                 | [ 20 ]                                   |
| Scarlet Witch                    | #9                          |                                                 | [ 20 ]                                   |
| Spider-Man                       | #6-8                        | Brian Michael Bendis (W), Sara Pichelli (Un)    | [ 20 ]                                   |
| Spider-Man 2099                  | #13-15                      |                                                 | [ 20 ]                                   |
| Spider-Woman                     | #9-11                       | Dennis Desesperado (W), Javier Rodríguez (Un)   | [ 20 ]                                   |
| Squadron Supreme                 | #9-11                       | James Robinson (W), Leonard Kirk (Un)           | [ 20 ]                                   |
| Rayos                            | #5                          |                                                 | [ 20 ]                                   |
| Totally Awesome Hulk             | #7-11                       | Greg Pak (W), Alan Davis (Un)                   | [ 20 ]                                   |
| Ultimates                        | #8-11                       | Al Ewing (W), Kenneth Rocafort (Un)             | [ 20 ]                                   |
| Uncanny Avengers                 | #13-14                      |                                                 | [ 20 ]                                   |
| Uncanny Inhumans                 | #11-14                      | Charles Soule (W), Carlos Pacheco (Un)          |                                          |
| Venom: Caballero espacial        | #11-12                      |                                                 |                                          |

Asunto #1 recibió una puntuación mediana de 7.3/10 basó encima 26 revisiones de críticos encima Ronda de Libro del Cómic Arriba. Greg McElhatton De CBR lo dio cuatro estrellas que escriben, "En general, Guerra Civil II #1 es un punto a favor de lanzamiento bueno esta miniserie, incluso cuando integra la información de Guerra Civil II #0 y el Día de Libro de Cómic Libre especial. Soy curioso de ver si Bendis y Márquez puede mantener este nivel de tensión y qué añadirán a la mezcla para mantener el conflicto que quema fuerte. Por ahora, aun así, es de sobra para conseguir los lectores que vuelven para más." Schedeen Lo dio un 7.1 refrán, "Este primer asunto cleanly establece el conflicto y entrega un nonstop corriente de gorgeous obra de arte. Aun así, ofrece pocas sorpresas para aquellos no ya familiares con el basics de este crossover, y a menudo falla a elicit una respuesta emocional fuerte en la manera el primer asunto de Guerra Civil hace diez años." Richard Gris de Newsarama lo dio un 7 y dicho, "En esta etapa temprana, Guerra Civil II padece algunos de los problemas que tiene beleaguered narrativas similares en años recientes, principalmente en ver héroes todo demasiado rápidamente para tomar lados contra camaradas en un futuro posible. Aun así, esto es también justo el principio de algo mucho más grande, y mientras pueda parecer en el tiempo así es una versión extendida del 'cero' asunto que lo precedió, todas las piezas son ahora en sitio para el 'guerra' apropiado de comenzar."
Asunto #2 recibió una puntuación mediana de 5.9/10 basó encima 22 revisiones de críticos encima Ronda de Libro del Cómic Arriba. Schedeen Lo dio un 6.5 refrán, "Dado que esto es técnicamente la cuarta Guerra Civil II cómic Bendis ha escrito ahora, está decepcionando que la historia sigue en tal nascent etapa. Esto no es una guerra civil tanto cuando 'Todo el mundo es loco en Tony Duro.' La caracterización de Tony es sonido, y el visuals en este libro es downright fantástico, pero aquellas calidades no son bastante para dar esta secuela de Guerra Civil la chispa necesita." Pepose Lo dio un 3 y dicho, "Ahora mismo, hay ninguno del peso temático o dramático de la Guerra Civil original en esta secuela, el cual deprisa está quemando del fondo de comercio inicial de su asunto de cero y su Día de Libro de Cómic Libre Especial."

### Ventas
Civil War II #0 vendió alrededor de 177283 copias en mayo de 2016, siendo el cómic más vendido del mes detrás de DC Universe: Rebirth #1.  Los enormes pedidos de la edición llevaron a marvel a anunciar una segunda impresión para
el 5 de mayo, trece días antes de que el número saliera a la venta. En junio de 2016, el número 1 vendió alrededor de 381737 copias, haciéndolo el cómic más vendido del mes mientras que el número 2 alcanzó el quinto puesto vendiendo alrededor de 148403 copias. El número 3, que salió en agosto, se situó en cuarto puesto de ventas vendiendo alrededor de 176876 copias mientras que el cuarto número cayó al séptimo puesto con 126865 copias vendidas.
El número 5 escaló hasta el cuarto puesto en septiembre vendiendo 120208 copias. El número seis vendió 118625 copias situándose en el séptimo puesto. El número de noviembre , el siete, subió hasta el tercer puesto vendiendo unas 116446 copias. En diciembre, el número 8 se situó en el sexto puesto vendiendo 105658 copias.

## En otros medios de comunicación
- El storyline ha inspirado una misión añadida en el videojuego Marvel: Avengers Alliance.[31]